# Julfrimärke

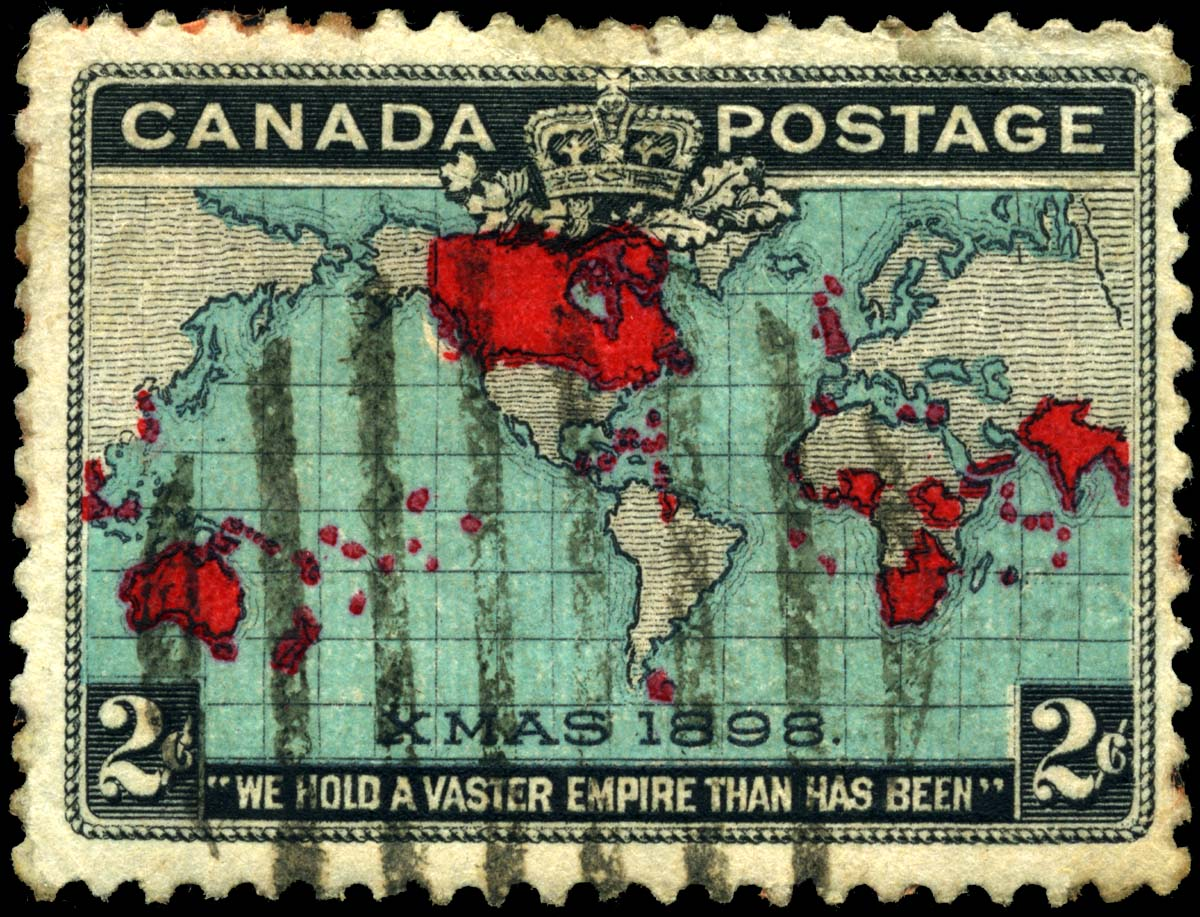
Kanadensiskt julfrimärke från 1898. Brittiska besittningar i klassisk röd färg.

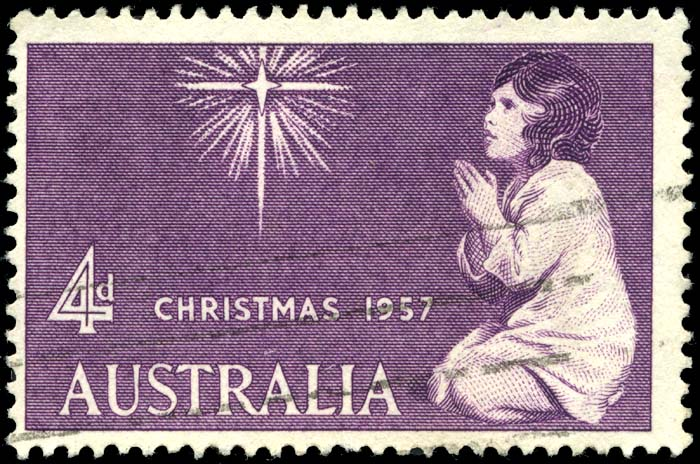
Australiskt julfrimärke från 1957 med Betlehemsstjärnan och flicka som ber.

Ett julfrimärke är ett frimärke som är avsett för julkort och julbrev. Julfrimärken kan användas av såväl privatpersoner som företag.

## Historik
Det är oklart när det första julfrimärket utfärdades. Många menar att det första utfärdades i Kanada 1898, då ett kanadensiskt frimärke från det året har texten "XMAS 1898".

## I olika länder

### Sverige
Julfrimärken är något billigare än normalporto, med skillnaden att den garanterade leveranstiden är några dagar längre. Postnord brukar sätta upp omkring 2 000 röda brevlådor för julpost samt dela ut särskilda kuvert för att underlätta sorteringsarbetet för julpost. Postnord garanterar att julpost postad senast på deras angivna sista-datum, kommer fram före julafton. Julpost med reducerat porto kan skickas från utgivningsdagen för årets julfrimärken till och med den 31 december.
Valörlösa julfrimärken har ett värde motsvarande gällande porto för julpost. Övrig tid på året är värdet på valörlösa julfrimärken en krona under gällande normalporto. Vill man använda julfrimärke för andra försändelser, till exempel 1:a-klassbrev, måste man tilläggsfrankera upp till gällande normalporto. Julfrimärken med valör kan användas året om enligt angiven valör.
Tidigare kunde julfrimärken även användas för ekonomibrev (B-post) upp till 50 gram, men den 1 april 2017 upphörde Postnord med att sälja frimärken för ekonomibrev och möjligheten att skicka frankerade ekonomibrev upphörde efter den 31 december 2017.

## Julmärke
Julfrimärken ska inte blandas samman med julmärken. De sistnämnda liknar frimärken men har inget portovärde. De säljs ofta som del av välgörenhetsverksamhet och sätts vanligen på julpost tillsammans med giltigt porto. Världens första julmärken utfärdades 1904 i Danmark, och benämns i Sverige ofta brevmärken.